# Rébellion de Guanqiu Jian et Wen Qin
Trois Rébellions au Shouchun
La rébellion de Guanqiu Jian et Wen Qin, ou Seconde Rébellion au Shouchun, est une révolte contre Sima Shi, le régent du Royaume de Wei, organisée par Guanqiu Jian et Wen Qin (en), deux généraux du Wei. C'est la seconde d'une série de trois rébellions prenant place au Shouchun, durant la décennie 250. Tous ces événements se déroulent pendant la période des trois Royaumes de l'histoire de la Chine.

## Situation avant la révolte
En 249, Sima Yi, le régent du Wei, organise l'incident des tombes de Gaoping, qui lui permet de s'emparer du pouvoir aux dépens du corégent Cao Shuang. Dès lors, le clan Sima prend le contrôle du gouvernement du Wei. En 254 Sima Shi, le fils aîné de Sima Yi découvre un complot organisé par Cao Fang, l'empereur du Wei, pour se débarrasser des Sima et remettre la famille impériale à la tête du pays. Sima Shi déjoue le complot et dépose Cao Fang, avant de faire monter Cao Mao sur le trône.
Les généraux Guanqiu Jian et Wen Qin (en), en poste au Shouchun, désapprouvent les manœuvres des Sima et prennent la décision de se rebeller à peine quelques mois après l'accession au trône de Cao Mao.

## Planification de la révolte
Pour mener à bien leurs plans, Guanqiu Jian et Wen Qin décident de recruter discrètement le plus de troupes possibles, tout en dissimulant leur intention de se révolter. Pour y parvenir, ils se tournent vers le général Zhuge Dan, en poste dans la province de Yu et lui demandent, sous un prétexte quelconque, de procéder à une levée massive de troupe. Face à une demande aussi déraisonnable, Zhuge comprend que les deux généraux prévoient de se rebeller et fait exécuter le messager.

## La rébellion
La nouvelle du soulèvement atteint vite la cour du royaume de Wu, un État rival du Wei qui convoite le Shouchun depuis longtemps. Sun Liang, l'empereur du Wu, envoie rapidement des troupes pour aider Guanqiu Jian et Wen Qin. Ces renforts sont dirigés par Sun Jun, aidé de Liu Zan (en) et Lü Ju (en). Le Wei réagit également et envoie une armée dirigée par Sima Shi, Hu Zun, Deng Ai et Zhuge Dan pour mater les rebelles. De plus, Wang Ji (en), l'inspecteur de la province de Jing, reçoit l'ordre de prendre la ville de Nandun avant que Guanqiu Jian et Wen Qin ne l'occupent. L'armée du Wei fait une halte et se regroupe avant de passer à l'attaque, suscitant un sentiment de peur chez leurs ennemis par la masse de soldats mobilisés. À long terme, cette peur sera fatale aux rebelles.
En effet, la plupart des soldats de Guanqiu Jian et Wen Qin étaient originaires de la région située au nord de la rivière Huai, soit exactement la région où le Wei avait déployé ses troupes. Craignant pour la vie de leurs familles, les soldats en question désertent en masse. Quand Sima Shi s'en aperçoit, il donne l'ordre à Deng Ai d'attaquer la garnison de Yuejia, avec peu de soldats. Voyant arriver cette armée qui semble faible, Wen Qin prend la tête de ses troupes et se rue à l'attaque. Il se fait alors intercepter par le gros des troupes du Wei. Se voyant piégé, Wen donne l'ordre de se replier, mais il est rattrapé par Sima Ban qui disperse son armée. Ayant survécu à l'assaut, Wen Qin rassemble ses proches et s'enfuit au Wu. Le reste des troupes rebelle se disperse, pendant que Guanqiu Jian s’enfuit à Shenxian où il est accueilli par Song Bai. Peu de temps après, lors d’un banquet, Guanqiu se saoule profondément et son hôte en profite pour l’assassiner et expédier sa tête aux armées du Wei. Pendant ce temps, Zhuge Dan prend le contrôle du Shouchun et du reste de la région de la rivière Huai, mettant ainsi un terme définitif à la rébellion.
Lorsque les renforts du Wu arrivent sur place, la révolte est déjà écrasée. Voyant cela, Sun Jun ordonne le repli de ses troupes, en direction de Dongxing. De son côté, Zhuge Dan envoie son armée attaquer le corps expéditionnaire du Wu, provoquant la mort de Liu Zan et de nombreux soldats. Cette victoire écrasante du Wei provoque un exode massif de la population de Shouchun, qui s'enfuit au Wu, par crainte d’être massacrée en représailles de la révolte.

## Conséquences
Wen Qin réussit à s'enfuir jusqu’au Wu avec sa famille. Il finit tué par Zhuge Dan quand ce dernier se rebelle à son tour, quelques années plus tard. Sima Shi meurt sur le chemin du retour, sans laisser d'enfants. Sur son lit de mort, il confie la régence à son second frère, Sima Zhao. Pendant sa régence, ce dernier matera une troisième rébellion au Shouchun, dirigée par Zhuge Dan et organisera la conquête du Shu par le Wei. Quand Sima Zhao meurt, c'est son fils Sima Yan qui hérite de la régence. Très vite, le nouveau régent force Cao Huan à abdiquer et devient Empereur à sa place, fondant ainsi la dynastie Jin. En 280, le nouvel Empereur organise la conquête du Wu par le Jin, mettant ainsi fin à la période des Trois Royaumes.

## Ordre de bataille
|  | Armées de Guanqiu Jian et Wen Qin - † Guanqiu Jian - Guanqiu Xiu, s'enfuit au Wu - Guanqiu Zhong (毌丘重), s'enfuit au Wu - Wen Qin (en), s'enfuit au Wu - Wen Yang, s'enfuit au Wu Armée du Wu - Sun Jun - Lü Ju (en) - † Liu Zan (en) (留贊) | Armée du Wei - Sima Shi - Sima Ban (司馬班) - Yin Damu (尹大目) - Deng Ai - Wang Ji (en) - Zhuge Dan - Jiang Ban (蔣班) - Hu Zun (胡遵) |